# Bella Abzug
Bella Savitzky Abzug (n. 24 iulie 1920 - d. 31 martie 1998), poreclită „Luptătoarea Bella”, a fost o avocată americană, membră în Camera Reprezentanților, activistă social și lider în mișcarea feministă. În 1971, Abzug s-a alăturat liderelor feministe Gloria Steinem, Shirley Chisholm⁠(d) și Betty Friedan, pentru a înființa Grupul (Caucusul) politic național al femeilor.  Era cunoscută ca o figură de frunte în ceea ce a devenit cunoscut sub numele de eco-feminism. 
În 1970, primul slogan al campaniei lui Abzug a fost: „Locul acestei femei este în Cameră - Camera Reprezentanților”.  Ulterior a fost numită co-președintă a Comisiei Naționale pentru Respectarea Anului Internațional al Femeii, comisie creată prin ordinul executiv al președintelui Gerald Ford. Abzug a prezidat Conferința Națională a Femeilor din 1977 și a condus Comisia națională consultativă pentru femei a președintelui Jimmy Carter. Abzug a fost fondatorul Comisiei pentru egalitatea femeilor din Congresul evreiesc american. 

## Tinerețe
Bella Savitzky s-a născut pe 24 iulie 1920, în New York City din părinți imigranți evrei ruși.   Mama ei, Esther (născută Tanklefsky), era casnică, iar tatăl ei, Emanuel Savitzky,  conducea o Piața de carne în New York.  Din tinerețe era competitivă și avea câștige tot felul de competiții în fața copiilor de vărsta ei.   Când era tânără a lucrat la casa de marcat din magazinul tatălui ei. 
Educația ei religioasă i-a influențat dezvoltarea spre feminism. Potrivit lui Abzug, „În timpul acestor vizite la sinagogă cred că am avut primele gânduri de rebeliune feministă. Nu mi-a plăcut faptul că femeile erau trimise în rândurile din spate ale balconului.”  Când tatăl ei a murit, Abzug avea 13 ani și i s-a spus că Sinagoga lor nu permitea femeilor să spună (bocetele) Kaddish, deoarece acesta era un ritual rezervat pentru fiii defunctului. Cu toate acestea, deoarece tatăl ei nu avea fii, ea a mers la sinagogă în fiecare dimineață timp de un an pentru a recita rugăciunea, sfidând tradiția practicii iudaismului ortodox din congregația ei.  
Abzug a absolvit liceul Walton din Bronx.  Din liceu a luat lecții de vioară și, după terminarea orelor, frecventa și liceul Florence Marshall Hebrew High School.  Ea a studiat  științe politice la City University din New York și a urmat simultan și  Seminarul Teologic Evreiesc din America.  Abzug l-a întâlnit în timpul facultății pe Mim Kelber, care avea să co-fondeze Organizația femeilor pentru mediu și dezvoltare (WEDO).  În 1944 a obținut o diplomă în drept de la Universitatea Columbia. 

## Cariera juridică și politică
Abzug a fost admisă în Baroul din New York în 1945, într-o perioadă în care foarte puține femei practicau dreptul și și-a început cariera în New York la firma Pressman, Witt & Cammer, lucrând frecvent în cazuri legate de drepturile muncii.
În calitate de avocat, s-a specializat în drepturile muncii, drepturile chiriașilor și libertăți civile.  La început, ea a abordat cazuri de drepturi civile în sudul Statelor Unite . Ea a făcut recurs în cazul lui Willie McGee, un bărbat de culoare condamnat în 1945 pentru violarea unei femei albe în Laurel, Mississippi, și condamnat la moarte de un juriu alb care a deliberat doar două minute și jumătate. Abzug a pierdut recursul, iar bărbatul a fost executat.  Abzug a susținut în mod deschis cauzele liberale, inclusiv amendamentul privind egalitatea de drepturi și opoziția față de războiul din Vietnam.   Ea a lucrat pentru Uniunea Americană pentru Libertăți Civile și Congresul pentru Drepturile Civile . 
Cu ani înainte de a fi aleasă în Camera Reprezentanților, a fost una dintre primele participante la Greva femeilor pentru pace .     În timpul erei McCarthy, ea a fost unul dintre puținii avocați dispuși să combată deschis Comitetul pentru activități antiamericane ai Camerei .  

## Cariera în Congres

### Alegeri
Supranumită „Bella Luptătoarea”,   în 1970, ea l-a provocat pe Leonard Farbstein, ales timp de 14 ani în alegerile primare ale Partidului Democrat pentru un district al Congresului din zona de vest a  Manhattanului. Ea l-a învins pe Farbstein printr-o victorie clară și apoi, la alegerile generale, l-a învins pe Barry Farber un prezentator de talk-show-ului . În 1972, districtul ei a fost eliminat prin redistribuire și a ales să candideze împotriva lui William Fitts Ryan, care reprezenta și o parte din West Side, la primarul democrat. Ryan, deși grav bolnav, a învins-o pe Abzug. Cu toate acestea, Ryan a murit înainte de alegerile generale, iar Abzug  a învins-o pe văduva lui Ryan, Priscilla, la convenția partidului și a declanșat alegerea unui nou candidat democrat. La alegerile generale, Priscilla Ryan a contestat-o pe Abzug dar fără succes.  A fost realeasă cu ușurință în 1974. Pentru ultimele ei două mandate, ea a reprezentat și o parte din Bronx .

### Mandat
Ea a fost unul dintre primii membri ai Congresului care a susținut drepturile homosexualilor, introducând primul proiect de lege federal privind drepturile homosexualilor, cunoscut sub numele de Equality Act din 1974, împreună cu reprezentantul democrat al orașului New York, Ed Koch, viitor primar al orașului.   Ea a prezidat, de asemenea, audieri istorice privind secretul guvernamental, fiind președintele Subcomitetului pentru Informații Guvernamentale și Drepturi Individuale. Ea a fost votată de colegii săi drept al treilea cel mai influent membru al Camerei, după cum se arată în US News & World Report . Abzug era cunoscută pentru pălăriile ei colorate și vibrante și era rar văzută fără una deși purtarea lor a fost interzisă pe etajul Casei Reprezentanților. Ea le amintea tuturor celor care îi admirau pălăriile: „Ceea ce se află sub pălărie contează!”  
În februarie 1975, Abzug a făcut parte dintr-o delegație bipartizană trimisă la Saigon de către președintele Gerald Ford pentru a evalua situația pe teren din Vietnamul de Sud, aproape de sfârșitul războiului din Vietnam. 

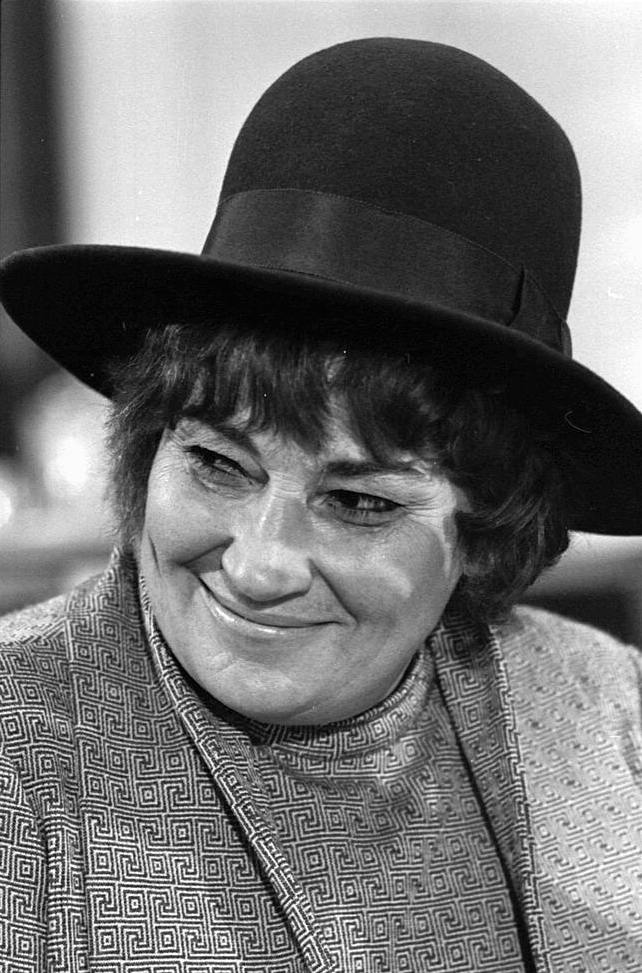
Reprezentanta Bella Abzug la conferința de presă pentru Conferința Națională a Tineretului din '72, 30 noiembrie 1971

Abzug a fost un susținător al sionismului. De tânără a fost membră a mișcării de tineret socialist-sioniste a lui Hashomer Hatzair .  În 1975, ea a contestat Rezoluția 3379 a Adunării Generale a Națiunilor Unite (revocată în 1991 prin rezoluția 46/86), care „determina că sionismul este o formă de rasism și discriminare rasială”.  Abzug a spus despre acest subiect: „Sionismul este o mișcare de eliberare”. 

### Campanie electorală pentru Senatul SUA
Cariera lui Abzug în Congres s-a încheiat cu o candidatură nereușită pentru nominalizarea democrată pentru Senatul SUA în 1976, campanie pe care a pierdut-o cu mai puțin de unu la sută în fața mai moderatului Daniel Patrick Moynihan, care a servit atât în administrația Nixon, cât și în administrația Ford. Moynihan avea să execute patru mandate în Congress.  

## Ultimii ani
După părăsirea Camerei Reprezentanșilor,  Abzug nu a mai ocupat niciodată funcții care se câștigă prin alegeri, deși a rămas o figură cunoscută și a mai candidat în mai multe ocazii. Ea a eșuat în 1977 în încercarea de a deveni primar al orașului New York,  precum și în încercările de a se întoarce la Casa Reprezentanților SUA din partea de est a Manhattanului în 1978 și din comitatul Westchester., New York, în 1986. 
Ea a fost autoarea a două cărți, Bella: Ms. Abzug Goes to Washington  și The Gender Gap , aceasta din urmă a fost coautor cu prietenul și colegul, Mim Kelber.
La începutul anului 1977, președintele Jimmy Carter a ales o nouă Comisie Națională pentru Respectarea Anului Internațional al Femeii și a numit-o pe Abzug în fruntea acesteia. În următorii doi ani au avut loc numeroase evenimente, culminând cu Conferința Națională a Femeilor din noiembrie 1977.  Ea va continua această activitate ca unul dintre cei doi co-președinți ai Comitetului Național Consultativ pentru Femei până la demiterea ei în ianuarie 1979. Momentul demiterii a creat un punct de tensiune între administrația Carter și organizațiile feministe din Statele Unite. 
Abzug a fondat și a condus mai multe organizații de advocacy pentru femei. Ea a fondat o organizație de bază numită Women USA  și a continuat să conducă evenimente feministe de advocacy, cum ar fi Ziua Egalității Femeii din New York, din 26 august 1980. 
În ultimul deceniu al vieții sale, la începutul anilor 1990, împreună cu Mim Kelber, a co-fondat Organizația pentru Mediu și Dezvoltare a Femeilor (WEDO), în propriile lor cuvinte „o organizație globală de advocacy a femeilor care lucrează pentru o lume justă care promovează și protejează. drepturile omului, egalitatea de gen și integritatea mediului.”  În 1991, WEDO a organizat Congresul mondial al femeilor pentru o planetă sănătoasă la Miami, unde 1.500 de femei din 83 de țări au elaborat Agenda de acțiune a femeilor 21 . 
La ONU, Abzug a dezvoltat Grupul Femeilor, care a analizat documente, a propus politici și limbaj sensibile la gen și a făcut lobby pentru promovarea Agendei Femeilor pentru Secolul 21 la Conferința ONU pentru Mediu și Dezvoltare din 1992 de la Rio de Janeiro. Ea a susținut problemele femeilor la alte evenimente, inclusiv la a patra Conferință Mondială asupra Femeii de la Beijing în 1995. 

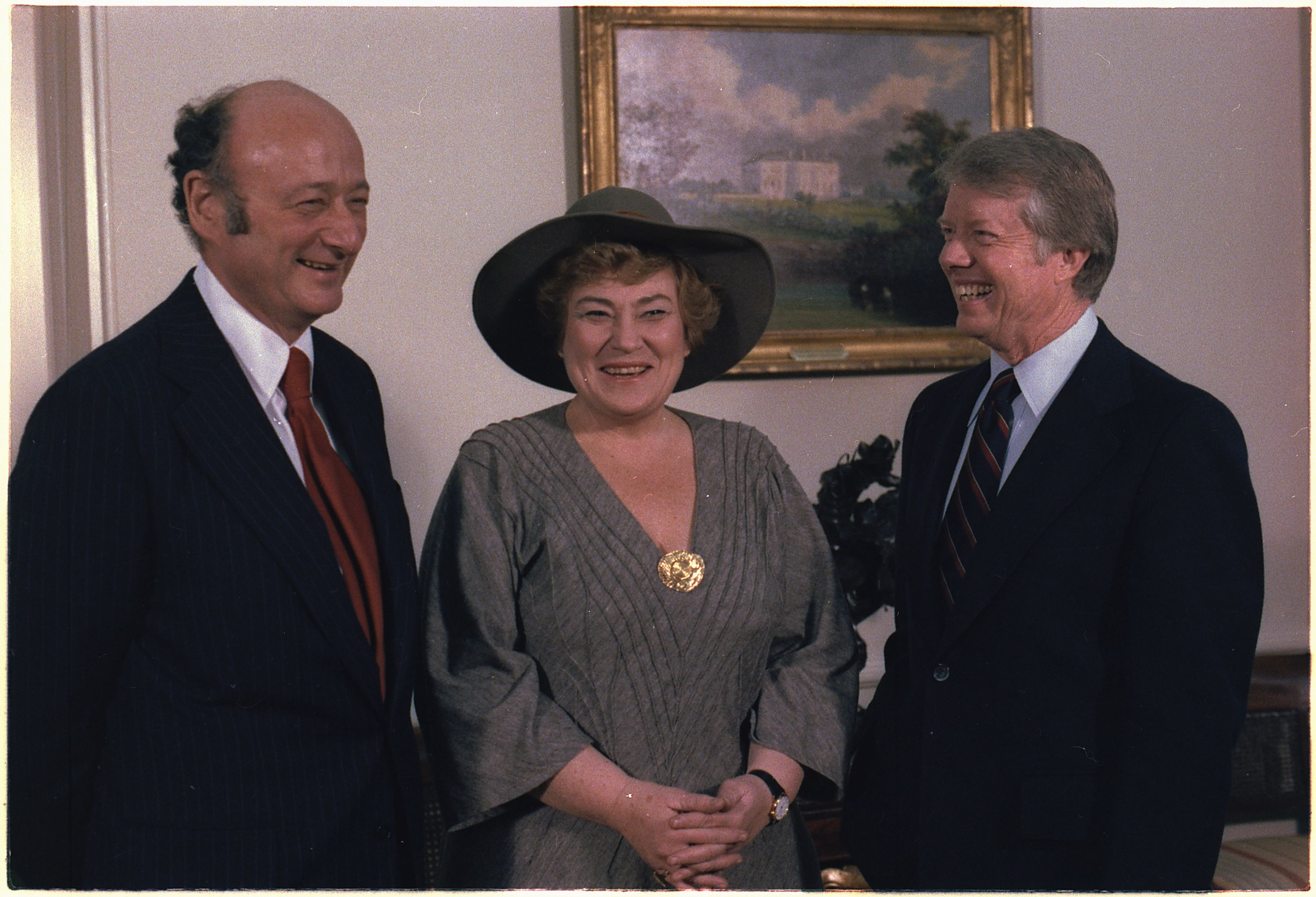
Abzug cu primarul New York-ului Ed Koch (stânga) și președintele Jimmy Carter (1978)

În ultimii ei ani, Bella și-a păstrat programul încărcat de călătorii și muncă, chiar dacă a călătorit într-un scaun rulant. Bella a condus WEDO până la moartea ei, ținând ultimul discurs public în fața ONU în martie 1998. 
După ce s-a luptat cu cancerul de sân timp de câțiva ani, ea a dezvoltat o boală de inimă și a murit pe 31 martie 1998, din cauza complicațiilor în urma unei intervenții chirurgicale pe cord deschis, la 77 de ani.  Abzug a fost înmormântată în Glendale, Queens County, New York . Ea a fost inclusă în National Women's Hall of Fame din Seneca Falls. Cu un an înainte de moartea ei, Bella a primit cea mai înaltă recunoaștere civilă și onoare la ONU, Premiul pentru menținerea păcii în Bereta Albastră  . 

## Viață personală
În 1944, Bella s-a căsătorit cu Martin Abzug, un romancier și agent de bursă. S-au cunoscut într-un autobuz în Miami, Florida, în frum către un concert de Yehudi Menuhin și au rămas căsătoriți până la moartea sa în 1986.  Au avut două fete. Verii ei erau Arlene Stringer-Cuevas și fiul lui Stringer-Cuevas, Scott Stringer, care au fost, de asemenea, implicați în politică în New York. 

## Onoruri și moștenire
În 1991, Abzug a primit premiul „Maggie”, cea mai mare onoare a Federației Planned Parenthood, un tribut adus fondatoarei lor, Margaret Sanger .  
În 1994, Abzug a fost inclusă în National Women's Hall of Fame .  În același an, ea a primit o medalie de la Veteran Feminists of America . 
Abzug a fost onorat pe 6 martie 1997, la Organizația Națiunilor Unite, ca o femeie ecologistă de top. 

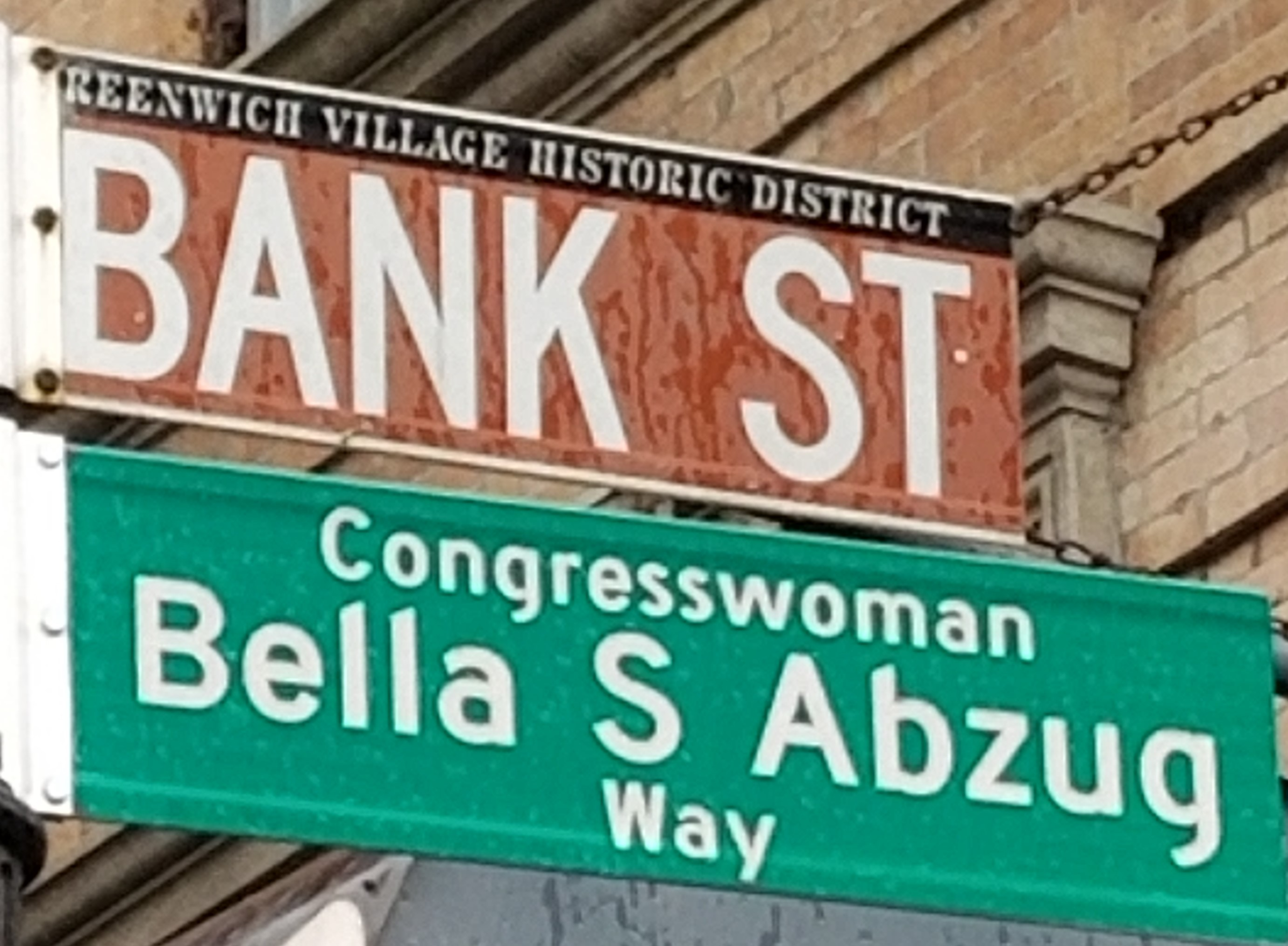

În 2004, fiica ei Liz Abzug, profesor  la Colegiul Barnard și consultant politic, a fondat Institutul de Conducere Bella Abzug (BALI) pentru a îndruma și a instrui femeile din liceu și colegiu pentru a deveni lideri eficienți în domeniul civic, politic, corporativ și viata comunitara. Pentru a comemora cea de-a 30-a aniversare a primei Conferințe Naționale pentru Femei, care a avut loc la Houston în 1977, pe care Bella Abzug a condus-o, BALI a găzduit o Conferință Națională pentru Femei în noiembrie 2007. La eveniment au participat peste 600 de oameni din întreaga lume. Pe lângă celebrarea Conferinței din 1977, agenda din 2007 a abordat probleme semnificative ale femeilor pentru secolul XXI. 
În 2017, revista Time a numit-o pe Abzug una dintre cele 50 de femei care au făcut istorie în politica americană. 
Diferite repere din New York City poartă numele lui Abzug. La 1 martie 2019, parcul Hudson Yards recent construit a fost redenumit Parcul Bella Abzug.  În Greenwich Village din New York City, o porțiune din Bank Street poartă numele lui Abzug. 

## În cultura populară
Ea a apărut în videoclipul WLIW A Laugh, A Tear, A Mitzvah , precum și în filmul lui Woody Allen Manhattan (ca ea însăși),  într-un episod din 1977 din Saturday Night Live  și în documentarul New York: un film documentar . 
În 1979, setul de cărți de schimb Supersisters a fost produs și distribuit și una dintre cărți prezenta numele și poza lui Abzug. 
Abzug a apărut în cartea autobiografică a lui Shirley MacLaine Out on a Limb (1983). În mini-seria de la ABC Television din 1987 „Out on a Limb”, serie bazată pe cartea ei, Abzug a fost interpretată de Anne Jackson . 
În 2019, Manhattan Theatre Club, din New York, a produs Bella Bella, un spectacol cu un singur personaj scris și interpretat de Harvey Fierstein . În spectacol, Fierstein a portretizat-o pe Abzug și a creat dialogul, „din cuvintele Bellei Abzug”. 
În 2020, în seria Mrs. America⁠(d) produsă de  FX , Abzug este interpretată de Margo Martindale.  Perialul examinează luptele nereușită pentru ratificarea amendamentului privind egalitatea în drepturi.  În același an, Bette Midler a portretizat-o pe Abzug în filmul The Glorias . 
Abzug a fost prezentat într-un segment din documentarul din 2007 NY77: The Coolest Year In Hell, care explorează în profunzime cum era viața în anul 1977 în Manhattan . Un fragment dintr-o conferință de presă a Bellei Abzug este folosit atunci când se discută despre diferențele de opinii politice dintre Abzug și contracandidatul la  primărie Ed Koch. Geraldo Rivera a comentat detaliat personalitatea și stilul politic al Bellei. 
Jeff L. Lieberman regizează un film documentar intitulat Bella! despre viața și realizările politice ale lui Abzug. Se anticipează că filmul va include interviuri cu Barbra Streisand, Shirley MacLaine, Hillary Clinton, Lily Tomlin, Nancy Pelosi, Gloria Steinem, Maxine Waters, Phil Donahue, Marlo Thomas, Charles Rangel, David Dinkins și Renée Taylor.